# 1998 TV1
1998 TV1 är en asteroid i huvudbältet som upptäcktes den 14 oktober 1998 av den kroatiska astronomen Korado Korlević vid Višnjan-observatoriet.
Asteroiden har en diameter på ungefär 6 kilometer.